# Xenorma biorbiculata
La Xenorma biorbiculata es una polilla de la familia Notodontidae. Fue descrita por Warren en 1909. Se encuentra en el Amazonas septentrional, Brasil.